# My Generation (album)
Pour les articles homonymes, voir My Generation.
Albums de The Who
A Quick One
(1966)
My Generation est le premier album studio du groupe de rock britannique The Who sorti en 1965.
Il est notamment resté célèbre pour sa chanson-titre My Generation, qui lança la carrière du groupe. Elle a été classée par le magazine Rolling Stone 11e dans son classement des 500 plus grandes chansons de tous les temps, derrière What'd I Say de Ray Charles.
À sa sortie, l'album a atteint la cinquième place des charts britanniques. Cependant, la version américaine, nommée The Who Sings My Generation, n'a pas réussi à entrer au hit-parade. Une édition deluxe est sortie aux États-Unis le 27 août 2002 et en Grande-Bretagne le 9 septembre.

## Genèse et enregistrement
Roger Daltrey a raconté que le premier album des Who avait été enregistré en un seul après-midi. En fait, bien que les chansons aient été enregistrées rapidement, la création de l'album fut longue et difficile. À ce moment, le guitariste Pete Townshend écrivait beaucoup de chansons. D'après le biographe John Atkins, Townshend avait aussi composé pour l'album les chansons Do the Strip, Things Have Changed et Kill My Appetite, mais elles furent rejetées par le groupe et n'ont pas été enregistrées.
Selon le livret de l'édition deluxe de l'album, la chanson I'm a Man fut écartée de la version de l'album destinée aux États-Unis à cause de son contenu sexuel et remplacé par Instant Party. Cette même version américaine, nommée The Who Sings My Generation, fut tronquée d'un bref solo de batterie et de guitare en feedback à la fin de The Kids Are Alright, effaçant ainsi une tendance du groupe au pop art sonore.
Beaucoup de titres de l'album sont sortis en singles. Hormis My Generation, qui a précédé la sortie et a atteint la deuxième place des ventes au Royaume-Uni, A Legal Matter, La-La-La Lies et The Kids Are Alright ont également été sortis en singles, toutefois sans la réussite commerciale de My Generation.

## Caractéristiques artistiques
L'album fut enregistré durant la première période musicale des Who, connue sous le terme de « maximum R&B ». My Generation comprend ainsi de nombreuses reprises de groupes de rhythm and blues, comme James Brown, en plus des compositions R&B écrites par le guitariste du groupe Pete Townshend.
Cet album reste dans la mouvance générale de la musique pop de l'époque ; cependant, on dénote certaines caractéristiques qui placent ce disque un peu à part. Le son est un peu plus agressif que la plupart des disques de l'époque, même si l'on entend assez rarement de la distorsion. La section rythmique de Keith Moon et John Entwistle est bien mise en valeur ; on peut entendre d'impressionnantes parties de batterie joués par Moon (l'exemple typique reste la chanson The Ox) et des lignes de basse démontrant la virtuosité d'Entwistle (My Generation).
Si My Generation et The Kids Are Alright restent parmi les chansons les plus reprises des Who, My Generation est un morceau agressif et cru qui présage les mouvements heavy metal et punk. The Kids Are Alright, morceau pop plus sophistiqué, avec des guitares claquantes, des harmonies vocales et une mélodie chantée gaiement, garde pourtant le rythme général des titres des Who de l'époque.

### La pochette de l'album
Sur la pochette de My Generation figure une photographie du groupe, posant à côté de quelques bidons d'essences, regardant vers le haut l'objectif. John Entwistle porte sur ses épaules une veste au motif du drapeau britannique. La pochette de la version des États-Unis diffère de l'originale anglaise : sur celle-ci se trouve une photographie du groupe avec Big Ben en arrière-plan.

## Accueil de la critique
Le magazine Rolling Stone place la chanson My Generation au 11e rang de son classement des 500 plus grandes chansons de tous les temps, et l'album au 237e rang de son classement des 500 plus grands albums de tous les temps.
Il est cité dans l'ouvrage de référence de Robert Dimery Les 1001 albums qu'il faut avoir écoutés dans sa vie.

## Liste des chansons
Toutes les chansons sont de Pete Townshend, sauf où mentionné.

### Album original

#### Face 1
1. Out in the Street – 2:31
2. I Don't Mind (James Brown) – 2:36
3. The Good's Gone – 4:02
4. La-La-La Lies – 2:17
5. Much Too Much – 2:47
6. My Generation – 3:18

#### Face 2
1. The Kids Are Alright – 3:10
2. Please, Please, Please (James Brown/John Terry) – 2:45
3. It's Not True – 2:31
4. I'm a Man (Bo Diddley) – 3:23
  - Renommée sur la version américaine en Instant Party
5. A Legal Matter – 2:48
6. The Ox (Pete Townshend/Keith Moon/John Entwistle/Nicky Hopkins) – 3:50

### Édition deluxe

#### Disque 1
1. Out in the Street – 2:31
2. I Don't Mind (James Brown) – 2:36
3. The Good's Gone – 4:02
4. La-La-La Lies – 2:17
5. Much Too Much – 2:47
6. My Generation – 3:18
7. The Kids Are Alright – 3:10
8. Please, Please, Please (James Brown/John Terry) – 2:45
9. It's Not True – 2:31
10. I'm a Man (Bo Diddley) – 3:23
11. A Legal Matter – 2:48
12. The Ox (Pete Townshend/Keith Moon/John Entwistle/Nicky Hopkins) – 3:50
13. Circles (Instant Party)" – 3:13
14. I Can't Explain – 2:04
15. Bald Headed Woman (Traditionnel) – 2:32
16. Daddy Rolling Stone (Otis Blackwell) – 2:55
17. Leaving Here (prise alternative) (Eddie Holland) – 2:50
18. Lubie (Come Back Home) (Paul Revere/Mark Lindsay) – 3:40
19. Shout and Shimmy (James Brown) – 3:20

#### Disque 2
1. (Love Is Like a) Heat Wave (Brian Holland/Lamont Dozier/Edward Holland) – 2:41
2. Motoring (William Stephenson) – 2:51
3. Anytime You Want Me (Jerry Ragavoy/Garnet Mimms) – 2:38
4. Anyway, Anyhow, Anywhere (prise alternative) (Roger Daltrey/Pete Townshend) – 2:43
5. Instant Party Mixture – 3:24
6. I Don't Mind (version complète) (James Brown) – 3:43
7. The Good's Gone (version complète) – 4:29
8. My Generation (version instrumentale) – 3:27
9. Anytime You Want Me (version a cappella) (Jerry Ragavoy/Garnet Mimms) – 2:29
10. A Legal Matter – 2:49
11. My Generation (prise alternative) – 3:18

## Musiciens
- Roger Daltrey - chant, harmonica, tambourin sur I Can't Explain
- Pete Townshend - guitares, chant sur A Legal Matter, chœurs
- John Entwistle - basse, chœurs
- Keith Moon - batterie, chœurs sur Instant Party

## Personnel additionnel
- Nicky Hopkins - piano
- Perry Ford - piano sur "I Can't Explain"
- The Ivy League - chœurs sur "I Can't Explain" et "Bald Headed Woman"
- Jimmy Page - guitare solo sur Bald Headed Woman